# 15202 Yamada-Houkoku
15202 Yamada-Houkoku è un asteroide della fascia principale. Scoperto nel 1977, presenta un'orbita caratterizzata da un semiasse maggiore pari a 2,3916795 UA e da un'eccentricità di 0,2113456, inclinata di 9,58343° rispetto all'eclittica.